# باول هندرسون
باول هندرسون (بالإنجليزية: Paul Henderson؛ مواليد 22 أبريل 1976) لاعب كرة قدم أسترالي يلعب حارسَ مرمى لنادي سيدني أوليمبيك في دوري الدرجة الثانية الأسترالي (بالإنجليزية: National Premier Leagues).
سبق له أن لعب مع برادفورد سيتي وسنترال كوست مارينرز وليستر سيتي ونادي سيدني أوليمبيك ونادي سيدني يونايتد 58 ونيوكاسل يونايتد جتس وNorthern Fury FC ‏ وNorth West Sydney Spirit FC ‏ وManly United FC ‏ وSutherland Sharks FC ‏.

## وصلات خارجية
- باول هندرسون على موقع قاعدة بيانات كرة القدم.إي يو (الإنجليزية)
- باول هندرسون على موقع Soccerbase.com (لاعب) (الإنجليزية)